# Angel (Aretha Franklin)
Angel is een nummer van de Amerikaanse zangeres Aretha Franklin uit 1973, afkomstig van haar album Hey Now Hey (The Other Side of the Sky). In 1996 bracht de Britse band Simply Red een cover van het nummer uit, als nieuw nummer op hun verzamelalbum Greatest Hits.
De originele versie van Aretha Franklin werd nergens een hit. Simply Red voegde aan zijn versie een vleugde R&B toe. Hij kreeg daarbij hulp van de Fugees, die ook een vocale bijdrage leverden, maar echter niet op de credits vermeld staan. Ook werd de cover mede geproduceerd door Fugees-leden Wyclef Jean en Pras Michel, die uiteraard wel als producers op de credits staan. In tegenstelling tot het origineel, scoorde Simply Red met zijn cover wel in diverse landen een hit. Het bereikte bijvoorbeeld de 4e positie in het Verenigd Koninkrijk. In Nederland bereikte de plaat geen hitlijsten, terwijl in Vlaanderen een 12e positie werd gehaald in de Tipparade.